# Вілька Вербицька
Вілька Вербицька (пол. Wólka Wierzbicka; укр. Воля Вербицька) — частина селища Махнів Новий у Польщі, в Люблінському воєводстві Томашівського повіту, ґміни Любича-Королівська.

## Історія
У 1945 році, вже за радянської окупації, мешканці села зверталися до влади з проханням відкрити українську школу, проте отрималу відмову з огляду на неможливість добиратися до поселення через діяльність українського збройного підпілля.
16-30 червня 1947 року під час операції «Вісла» польська армія виселила зі села на приєднані до Польщі північно-західні терени 58 українців.